# 페닐알라닌
페닐알라닌(영어: phenylalanine) (기호: Phe or F)은 단백질의 생합성에 사용되는 α-아미노산이다. 페닐알라닌은 α-아미노기(생물학적 조건에서 양성자화된 −NH3+ 형태), α-카복실기(생물학적 조건에서 탈양성자화된 −COO− 형태) 및 곁사슬인 벤질기를 포함하고 있다. 페닐알라닌은 곁사슬인 벤질기의 불활성 및 소수성으로 인해 중성 및 비극성으로 분류되는 방향족 아미노산이다. L-페닐알라닌은 DNA에 의해 암호화되는 단백질을 생화학적으로 생성하는 데 사용된다. 페닐알라닌은 티로신, 모노아민 신경전달물질인 도파민, 노르에피네프린(노르아드레날린), 에피네프린(아드레날린) 및 피부 색소인 멜라닌의 전구체이다. 페닐알라닌은 UUU, UUC 코돈에 의해 암호화되어 있다.
페닐알라닌은 포유류의 젖에서 자연적으로 발견된다. 페닐알라닌은 식품 및 음료의 제조에 사용되며, 진통 및 항우울 효과를 위한 영양 보충제로 판매된다. 페닐알라닌은 일반적으로 사용되는 식이 보충제로 신경조절물질인 펜에틸아민의 직접적인 전구체이다. 필수 아미노산인 페닐알라닌은 페닐알라닌이나 페닐알라닌 함유 단백질을 섭취해야 하는 사람과 다른 동물들에서 신생합성되지 않는다.

## 역사
페닐알라닌에 대한 최초의 설명은 1879년에 에른스트 슐츠와 바르비에리(Barbieri)가 루피누스 루테우스(Lupinus luteus) 묘목에서 실험식이 C9H11NO2인 화합물을 확인했을 때 이루어졌다. 1882년에 에밀 에를렌마이어와 리프()는 페닐아세트알데하이드, 사이안화 수소 및 암모니아로부터 페닐알라닌을 최초로 합성했다.
페닐알라닌의 코돈은 1961년에 요하네스 하인리히 마테이와 마셜 워런 니런버그에 의해 처음으로 발견되었다. 그들은 mRNA를 사용하여 대장균의 게놈에 유라실 염기를 반복적으로 삽입함으로써 대장균이 반복되는 페닐알라닌으로만 구성된 폴리펩타이드를 생성하도록 할 수 있음을 보여주었다. 이러한 발견은 게놈에 저장된 정보와 살아 있는 세포에서의 단백질 발현을 연결하는 암호화 관계의 본질을 확립하는 데 도움이 되었다.

## 식이 공급원
페닐알라닌의 좋은 식이 공급원으로는 달걀, 닭고기, 간, 쇠고기, 우유 및 콩이 있다. 페닐알라닌의 또 다른 일반적인 공급원으로는 다이어트 음료, 다이어트 식품, 약물과 같은 인공 감미료인 아스파르탐으로 단맛을 낸 모든 것들이 있다. 아스파르탐의 대사로 인해 화합물의 대사 산물 중 하나인 페닐알라닌이 생성된다.

## 식이 권장사항
미국 의학 연구소의 식품 영양 위원회(FNB)는 2002년에 필수 아미노산에 대한 권장 식이 허용량(RDA)을 제정했다.19세 이상의 성인의 경우 매일 체중 1 kg당 33 mg의 페닐알라닌 및 티로신이 필요하다.

## 기타 생물학적 역할
L-페닐알라닌은 생물학적으로 DNA에 의해 암호화되는 아미노산 중 하나인 L-티로신으로 전환된다. L-티로신은 차례로 L-도파로 전환되고, 이는 추가적으로 도파민, 노르에피네프린(노르아드레날린) 및 에피네프린(아드레날린)으로 전환된다. 후자의 세 가지 화합물은 카테콜아민으로 알려져 있다.
페닐알라닌은 트립토판과 동일한 능동 수송 운반체를 사용하여 혈액뇌장벽을 통과한다. 과량의 보충은 관련 보조 인자, 철 또는 테트라하이드로비오프테린의 남용(결국 제한된 가용성)으로 인해 세로토닌 및 다른 방향족 아미노산 및 산화 질소의 생성을 방해할 수 있다. 이들 화합물에 상응하는 효소는 방향족 아미노산 하이드록실화효소 계열과 산화 질소 생성효소이다.
| 사람의 뇌에서 카테콜아민과 미량 아민의 생합성 경로 L-페닐알라닌 L-티로신 L-도파 에피네프린 펜에틸아민 p-티라민 도파민 노르에피네프린 N-메틸펜에틸아민 N-메틸티라민 p-옥토파민 시네프린 3-메톡시티라민 AADC 주요 · 경로 PNMT AAAH 뇌 · CYP2D6 비주요 · 경로 COMT DBH 사람에서 카테콜아민과 펜에틸아민작동성 미량 아민은 아미노산인 L-페닐알라닌으로부터 유래된다. |

### 식물에서
페닐알라닌은 플라보노이드의 생합성에 사용되는 출발 물질이다. 리그난은 페닐알라닌과 티로신으로부터 유도된다. 페닐알라닌은 페닐알라닌 암모니아-분해효소에 의해 신남산으로 전환된다.

## 생합성
페닐알라닌은 시킴산 경로를 통해 생합성된다.

## 페닐케톤뇨증
유전 질환인 페닐케톤뇨증(PKU)은 페닐알라닌 하이드록실화효소의 결핍으로 인해 페닐알라닌을 대사할 수 없는 질환이다. 이러한 증상은 페닐케톤뇨증으로 알려져 있으며, 페닐알라닌의 섭취를 조절해야 한다. 페닐케톤뇨증에 대해서는 보통 혈액 검사를 통해 혈액 내의 페닐알라닌의 양을 모니터링한다. 검사 결과는 mg/dL 및 μmol/L를 사용하여 페닐알라닌의 수치를 보고할 수 있다. 페닐알라닌 1 mg/dL은 대략 60 μmol/L에 해당한다.
고페닐알라닌혈증이라고 하는 페닐케톤뇨증의 (희귀한) 변형은 보충될 수 있는 테트라하이드로비오프테린이라는 보조 인자를 합성할 수 없기 때문에 발생한다. 고페닐알라닌혈증이 있는 임산부는 장애와 유사한 증상(혈액 내 페닐알라닌의 수치가 높음)을 보일 수 있지만, 이러한 지표는 일반적으로 임신 말기에 사라진다. 페닐케톤뇨증이 있는 임산부는 태아가 질환 유전자에 대해 이형접합성인 경우에도 간의 미성숙으로 인해 태아에 악영향을 미칠 수 있으므로 혈중 페닐알라닌의 수치를 조절해야 한다.
페닐알라닌의 비식품 공급원으로는 인공 감미료인 아스파르탐이 있다. 이 화합물은 신체에서 페닐알라닌을 포함한 여러 화학적 부산물로 대체된다. 페닐케톤뇨증에서 체내에 페닐알라닌이 축적될 때 발생하는 문제는 아스파르탐을 섭취시에도 발생하지만 그 정도가 덜하다. 오스트레일리아, 미국, 캐나다에서 아스파르탐을 함유하고 있는 모든 제품에는 "페닐케톤뇨제: 페닐알라닌 함유"라는 문구가 붙어있어야 한다. 영국에서 아스파르탐을 함유하고 있는 식품은 "아스파르탐 또는 E951"의 존재를 나타내는 성분표를 표시해야 하며 "페닐알라닌 공급원을 함유함"이라는 경고 문구를 부착해야 한다. 브라질에서는 페닐알라닌이 포함된 제품에 "페닐알라닌 함유"라는 문구가 의무적으로 표시된다. 이러한 경고문은 사람들이 이러한 식품을 피하는 데 도움을 준다.

## D-페닐알라닌, L-페닐알라닌 및 DL-페닐알라닌
입체 이성질체인 D-페닐알라닌은 단일 거울상 이성질체 또는 라세미 혼합물의 성분으로서 통상적인 유기 합성에 의해 생성될 수 있다. D-페닐알라닌은 소량의 단백질, 특히 노화된 단백질 및 가공된 식품 단백질에서 발견되지만 단백질 생합성에서는 참여하지 않는다. D-페닐알라닌이 니아신 수용체 2에 대해 약리학적 활성을 가지고 있지만, D-아미노산의 생물학적 기능은 불분명하다.
DL-페닐알라닌은 진통 및 항우울 활성을 위한 식이 보충제로 판매된다. DL-페닐알라닌은 D-페닐알라닌과 L-페닐알라닌의 혼합물이다. DL-페닐알라닌의 유명한 진통 활성은 카복시펩티데이스 A에 의한 D-페닐알라닌의 엔케팔린 분해에 의한 차단 가능성으로 설명될 수 있다. DL-페닐알라닌의 추정되는 항우울제 활성의 메커니즘은 신경전달물질인 노르에피네프린과 도파민의 합성에서 L-페닐알라닌의 전구체 역할에 의해 설명될 수 있다. 엔케팔린은 뮤 및 델타 오피오이드 수용체의 작용제로 작용하며, 이러한 수용체의 작용제는 항우울 효과를 나타내는 것으로 알려져 있다. DL-페닐알라닌의 추정되는 항우울제 활성의 메커니즘은 신경전달물질인 노르에피네프린과 도파민의 합성에서 L-페닐알라닌의 전구체 역할에 의해 설명될 수 있으나 임상 시험에서 L-페닐알라닌 단독으로는 항우울 효과를 발견하지 못했다. 뇌에서 노르에피네프린과 도파민의 수치 증가는 항우울 효과를 가지는 것으로 생각된다. D-페닐알라닌은 소장에서 흡수되어 문맥 순환을 통해 간으로 운반된다. 소량의 D-페닐알라닌이 L-페닐알라닌으로 전환되는 것으로 보인다. D-페닐알라닌은 전신 순환을 통해 신체의 다양한 조직에 분포될 수 있다. D-페닐알라닌은 L-페닐알라닌보다 혈액뇌장벽을 덜 효율적으로 통과하는 것으로 보이며, 섭취한 소량의 D-페닐알라닌은 중추신경계를 통하지 않고 소변으로 배설된다.
L-페닐알라닌은 Ki가 980 nM인 α2δ Ca2+ 칼슘 통로에서 길항제이다.
뇌에서 L-페닐알라닌은 NMDA 수용체의 글리신 결합 부위와 AMPA 수용체의 글루탐산 결합 부위에서 경쟁적 길항제이다. NMDA 수용체의 글리신 결합 부위에서 L-페닐알라닌은 실트 회귀에 의해 추정된 573 μM의 겉보기 평형 해리 상수(KB)를 가지며, 이는 치료되지 않은 사람의 페닐케톤뇨증에서 관찰된 뇌의 L-페닐알라닌의 농도보다 상당히 낮다. L-페닐알라닌은 또한 고전적인 페닐케톤뇨증에서 볼 수 있는 뇌에서의 농도인 980 μM의 IC50으로 해마와 대뇌 피질의 글루탐산작동성 시냅스에서 신경전달물질의 방출을 억제하는 반면, D-페닐알라닌은 이에 대한 효과가 훨씬 더 작다.

## 상업적 합성
L-페닐알라닌은 페닐알라닌과 같은 방향족 아미노산을 자연적으로 생성하는 대장균을 이용하여 의료용, 사료용 및 아스파르탐과 같은 영양학적 용도로 대량 생산된다. 상업적으로 생산되는 L-페닐알라닌의 양은 조절 프로모터를 변경하거나 아미노산 합성을 담당하는 효소를 조절하는 유전자의 수를 증폭하는 것과 같이 대장균을 유전적으로 조작함으로써 증가될 수 있다.

## 유도체
보로노페닐알라닌(BPA)은 중성자 포획요법에서 사용되는 페닐알라닌의 다이하이드록시보릴 유도체이다.
4-아지도-L-페닐알라닌은 화학생물학에서 생체접합을 위한 도구로 사용되는 단백질을 구성하는 비천연 아미노산이다.

## 같이 보기
- 티로신
- 트립토판
- 방향족 아미노산